# Tiszaágtelek
Tiszaágtelek (ukránul: Тісаагтелек [Tyiszaahtelek], 1995-ig Тісянка [Tyiszjanka]) falu Ukrajnában, Kárpátalján, az Ungvári járásban.

## Fekvése
Munkácstól 28 km-re nyugatra, a Latorca bal oldalán található.

## Története
A falu a 13. században már létezett. Nevét 1270-ben „Ogteluk”, „Ogthelek” formában említették először az oklevelekben, mint János fia Apa tulajdonát. Ekkor a Becsegergely nemzetség birtoka, majd a Baksa nemzetség szerezte meg. Később pedig a Baksa nemzetséggel rokon Eszenyi családé lett. Nevét később, 1446-ban „Aghtelek” néven említették ismét.
A 17-18. században a helység neve előtag nélküli, Telek formában szerepelt az összeírásokban, de a 18. század végétől újra a kétrészes név szerint említették.
Fényes Elek 1851-ben kiadott geográfiai szótárában így ír a faluról: „Ágtelek, magyar falu, Szabolcs vgyében, Beregh vgye szomszédságában: 1 r. 3 g. kath., 461 ref., 11 zsidó lak., ref. anyatemplommal, tölgyes erdővel, 2 4/8 harmadik osztálybeli egész jobbágytelekkel. F. u. h. Eszterházy, b. Horváth, Bujanovics, Dessewfy, Petrovay, Irinyi, Erős, Orosz, Kisvárdához 5 óra ut. posta Ungvár.”
Borovszky Samu monográfiasorozatának Szabolcs vármegyét tárgyaló része szerint: „Ágtelek, a Latorcza bal partján fekvő magyar község, 624 túlnyomóan ev. ref. vallásu lakossal. Postája Csap, távírója Nagy-Dobrony, vasúti állomása Bátyu. A Kállay család levéltárában levő okiratok szerint 1446-ban már Ágtelek néven szerepelt. A XIV. században Bereg vármegyéhez tartozott. Ev. ref. temploma 1873-ban épült. E század elején földesurai voltak: hg. Eszterházy, Dessewffy, Petrovay, Erőss, br. Horváth, Irinyi stb. és 1848 előtt a Nyomárkay, Fáy és Györöcskey család.”
1909-ben, az országos helységnévrendezés során a történelmi településnév a folyó közelségére utaló Tisza- előtaggal egészült ki (BK. 209). A trianoni békéig Szabolcs vármegye Tiszai járásához tartozott. 1938–44 között visszakerült Magyarországhoz.
1945-ben Szovjetunióhoz csatolták a települést. A falu nevét 1946-ban a szovjet hatóságok Тисянка-ra ukránosították, ami a Tisza folyónév -ка kicsinyítő- vagy helynévképzős alakja. 1991 óta Ukrajnához tartozik. 1995-ben visszakapta a 20. század eleji, jelzői taggal bővült másodlagos magyar nevét. 2020-ig Kisdobronyhoz tartozott.

## Népesség
1910-ben 675, túlnyomórészt magyar lakosa volt.
| 2001 | 682 |

A népesség anyanyelv szerinti megoszlása a teljes népesség %-ában (2001)

## Nevezetességek
Református temploma 1872-ben épült a lebontott fatemplom helyén.